# Abdullah Al-Enezi
Abdullah Al-Enezi, né le 20 septembre 1990 à Riyad en Arabie saoudite, est un footballeur international saoudien. Il évolue au poste de gardien de but avec le club d'Al-Nassr FC.

## Biographie

### En club
Avec le club d'Al-Nassr FC, il participe à plusieurs reprises à la Ligue des champions de l'AFC.

### En équipe nationale
Il joue son premier match en équipe d'Arabie saoudite le 14 octobre 2014, en amical contre le Liban (match nul 1-1).

## Palmarès
Avec l'Al-Nassr
- Champion d'Arabie saoudite en 2014 et 2015
- Vainqueur de la Coupe d'Arabie saoudite en 2014
- Finaliste de la Coupe d'Arabie saoudite en 2013 et 2017
- Finaliste de la Coupe du Roi des champions d'Arabie saoudite en 2016
- Finaliste de la Supercoupe d'Arabie saoudite en 2014